# Daniel Cabrera
Daniel Alberto Cabrera Cruz (San Pedro de Macorís, 28 de mayo de 1981) es un lanzador abridor dominicano que jugó en las Grandes Ligas de Béisbol mayormente para los Orioles de Baltimore. Es uno de los lanzadores más altos del béisbol, con 6' 9" y 270 libras.

## Carrera

### Primeros años en ligas menores
Cabrera fue firmado por los Orioles de Baltimore como amateur en 1999. No llegó a jugar en el sistema de ligas menores de los Orioles hasta el año 2000, a la edad de 19 años.
Para sus primeras dos temporadas como jugador de ligas menores, Cabrera jugó en las ligas de  novato: en primeramente con los Gulf Coast Orioles, y luego con Bluefield Orioles. Logró una efectividad de 5.49 en su primera temporada y una efectividad de 3.28 en la segunda. Cuando tenía 22 años, Cabrera se convirtió en miembro del equipo de béisbol Single-A, Delmarva Shorebirds. Su récord fue de 5-9 con una efectividad de 4.24.
Al final de su tercera temporada en las menores, Cabrera fue acumulando los números que se esperan de un lanzador de poder. Registró 105 ponches en 101 entradas de trabajo con las ligas de novatos  entre 2001 y 2002, y añadió 120 ponches en 125.1 entradas en Single-A jugando para Delmarva la temporada siguiente. Fue promovido al equipo de Doble-A Bowie Baysox antes de la temporada 2004.

## Grandes Ligas
Mientras que en Bowie Baysox, Cabrera empezó a dominar, a través de cinco aperturas, tuvo efectividad de 2.39 y un promedio de más de 11 ponches por cada nueve entradas. El 11 de mayo de 2004, fue llamado para hacer su debut en Grandes Ligas contra los Medias Blancas de Chicago.
Cabrera no defraudó. En su primera apertura contra los Bravos de Atlanta, lanzó seis entradas en blanco. En junio, tuvo una efectividad de 2.83 y mantuvo a los oponentes en un promedio de bateo de.204. Aunque totalmente dominante para los primeros meses, el control de Cabrera poco a poco menguó; a finales de la temporada, estaba dando boletos a demasiados bateadores para ser eficaz, y terminó la temporada con una efectividad de 5.00. Terminó tercero en la votación para Novato del Año.
Al comienzo de la temporada 2005, Cabrera fue clasificado como el abridor #2 de los Orioles, gracias a una dominante actuación en los entrenamientos de primavera. Sin embargo, su actuación estuvo en altibajo. Aunque tuvo muchas actuaciones totalmente dominantes, tuvo igual número de salidas desastrosas. Su efectividad en 2005 de 4.52 desmiente la falta de coherencia que experimentó de apertura en apertura.
Durante 2005, el nombre de Cabrera apareció en rumores de cambio que involucraba a A.J. Burnett, de los Marlins de Florida. Estos rumores de cambio nunca llegaron a término, sin embargo, Burnett y Cabrera se mantuvieron con sus respectivos equipos durante la duración de la temporada.
Cabrera volvió a demostrar su potencial con algunas actuaciones dominantes en contra de rosters de alto calibre al lanzar en el Clásico Mundial. Muchos expertos del béisbol, incluyendo los analistas Neyer Rob y Peter Gammons de ESPN, predijeron una gran temporada para Cabrera en 2006. Sin embargo, el 14 de julio de 2006, Cabrera, después de mostrar inconsistencia en el nivel de Grandes Ligas (liderando las mayores en bases por bolas (75) y lanzamientos descontrolados (13)), fue enviado a Triple-A. El zurdo Adam Loewen fue llamado de Triple-A para ocupar su lugar en la rotación de abridores.

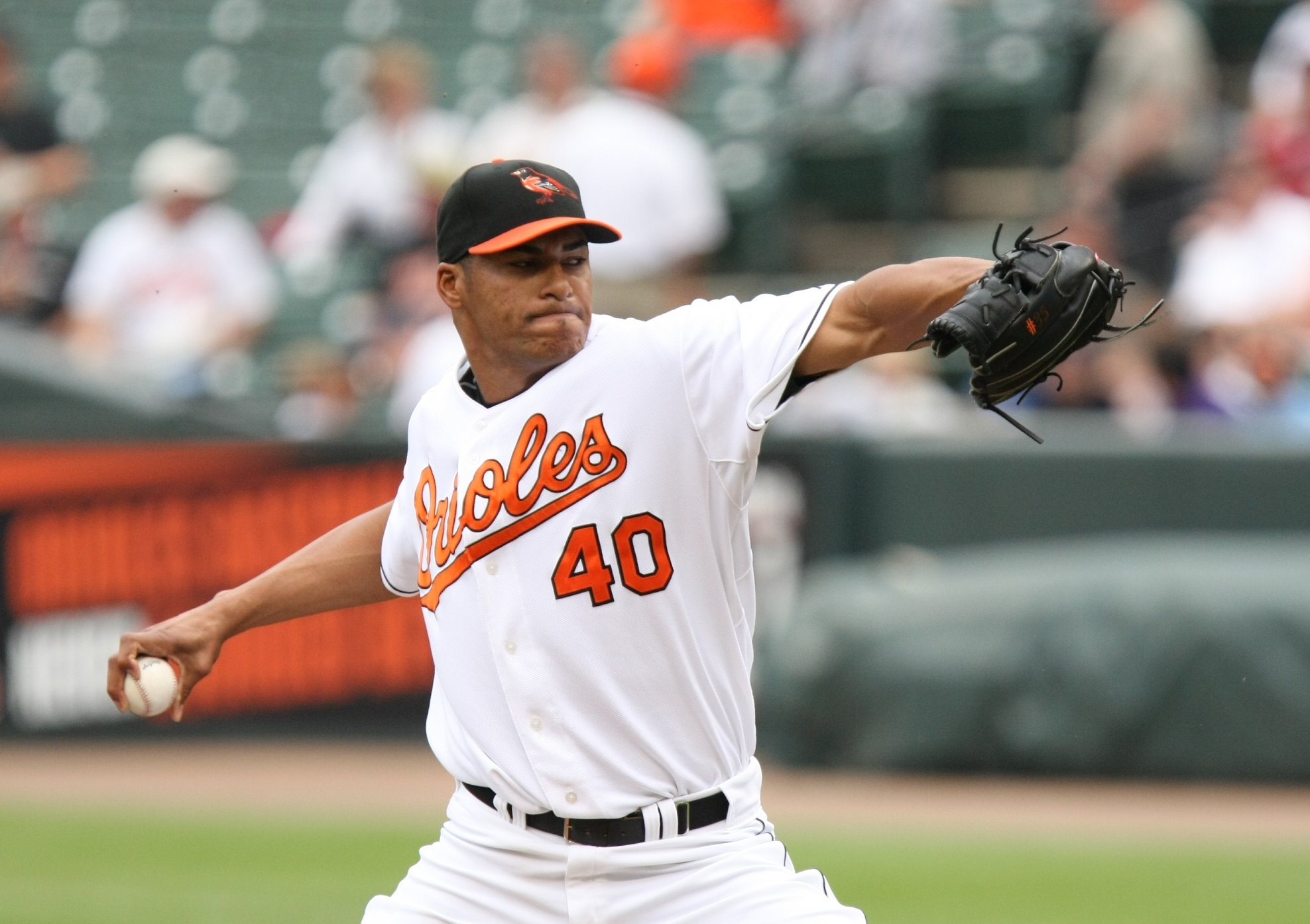
Cabrera lanzando para los Orioles de Baltimore

Cabrera fue llamado nuevamente el 7 de agosto de 2006, y lanzó una blanqueada de juego completo contra los Azulejos de Toronto el 19 de agosto de 2006, permitiendo sólo cinco hits. El 28 de septiembre de 2006, Cabrera estuvo lanzando un partido sin hits en la novena entrada contra los Yanquis de Nueva York antes de entregar un sencillo de línea a Robinson Canó. Terminó el juego permitiendo sólo ese hit.
Cabrera fue el lanzador perdedor por los Orioles el 22 de agosto de 2007. Ese día, los Orioles sufrieron la peor paliza en el béisbol desde 1897, desperdiciaron una ventaja de tres carreras y perdieron de los Rangers de Texas 30-3.
Cabrera fue expulsado en la cuarta entrada por lanzar una bola intencional a la cabeza del segunda base de los Medias Rojas de Boston, Dustin Pedroia el 7 de septiembre de 2007. Los comentaristas de la MLB habían citado esto como otro ejemplo de que Cabrera es un hombre de enorme potencial con mal comportamiento. El 13 de septiembre de 2007, fue suspendido por las Grandes Ligas seis partidos debido al incidente.
En 2007, tuvo el factor de rango más bajo de todos los lanzadores de Grandes Ligas, 0.75.

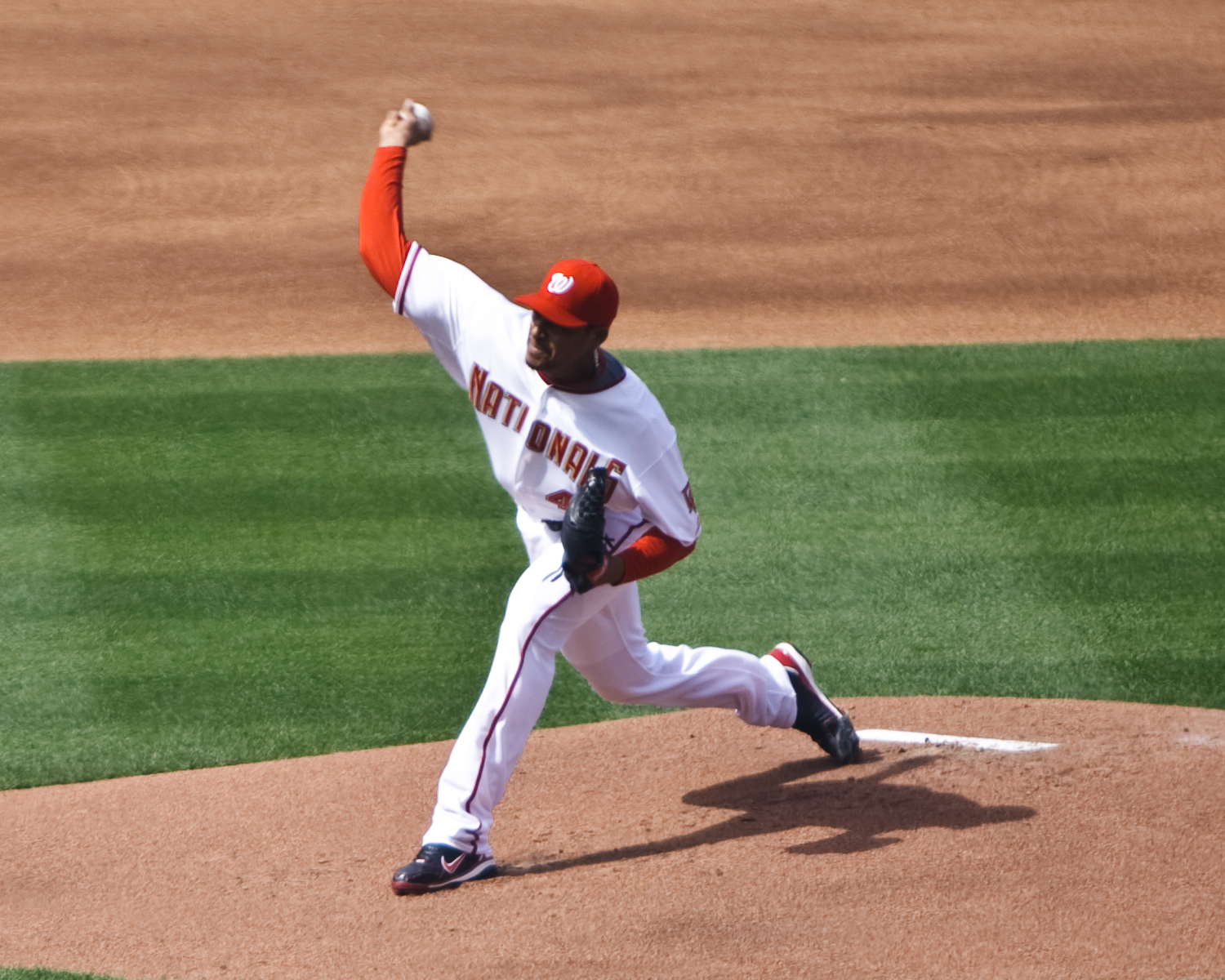
Cabrera lanzando para los Nacionales de Washington en 2009

En 2008, Cabrera terminó con récord de 5-1 con una efectividad de 3.48 en 10 apertura, pero decayó después de eso. Terminó el año anterior liderando las mayores en bateadores golpeados (18) y tuvo el peor ratio de ponches en las Grandes Ligas: base por bolas (1.06), y lideró la Liga Americana en lanzamientos descontrolados o wild pitches (15), y terminó segundo en la Liga Americana con 90 bases por bolas. En general, terminó la temporada 80-10 con una efectividad de 5.25. El 12 de diciembre, los Orioles renunciaron a Cabrera y no lo ofrecieron un contrato.
El 29 de diciembre de 2008, Cabrera firmó un contrato por un año con los Nacionales de Washington. El 19 de abril de 2009, Cabrera se embasó por primera vez en su carrera por cuatro bolas y se ponchó 18 veces.
El 26 de mayo de 2009, Cabrera fue designado para asignación, y una vez puesto en waivers los Nacionales anunciaron que sería liberado.
El 3 de agosto de 2009, los Diamondbacks de Arizona firmaron a Cabrera con un contrato de ligas menores.
El 4 de noviembre de 2009, Cabrera se declaró agente libre.
El 14 de enero de 2010, Cabrera firmó un contrato de ligas menores con los Medias Blancas de Chicago con una invitación a los entrenamientos de primavera. El 10 de junio de 2010, Cabrera firmó un contrato de ligas menores con los Angelinos de Anaheim.
El 29 de febrero de 2012 firmó contrato de liga menor con los Piratas de Pittsburgh. Tuvo una salida en Clase A avanzada, lanzó 6.0 entradas, 7 hits, permitió 1 carrera, ponchó a 5 y cargó con la derrota, fue subido a la sucursal Triple-A donde tuvo 20 salidas, completó 108.0 entradas, tuvo récord de 6-6, su efectividad fue de 4.58, ponchó 71 y otorgó 40 boletos. El 16 de agosto de 2012 fue cambiado a los Arizona Diamondbacks en la sucursal Triple-A de este equipo tuvo 3 salidas, completó 18.0 entradas, su récord fue de 1-1 y tuvo efectividad de 3.00.
El 14 de diciembre del año 2012 firmó con los Chunichi Dragons en la Nippon Professional Baseball. El contrato fue por un año y US$450,000 (unos 36 millonnedes yens) más incentivos además de un bono por la firma de US$200,000 (unos 16 millones de yens).
En su primera temporada con los Chunichi Dragons tuvo 20 salidas, completó 116.2 entradas, tuvo récord de 6-5 con efectividad de 3.09, ponchó 98 promediando 7.6 ponches por cada 9 entradas, otorgó 36 transfrencias promediando apenas 2.8 por cada 9 entradas.
En 2013 volvió a firmar para seguir jugando con el mismo conjunto junto a otros dominicanos. html Actualmente sigue lanzando con los Chunichi Dragons en la Nippon Professional Baseball.

## LIDOM
Cabrera ha lanzado para varios equipos en la LIDOM, en el año 2012-2013 fue parte del equipo campeón de los Leones del Escogido, ganó el premio "Lanzador del año", coliderando la liga en triunfos con 5, líder en efectividad 2.16 y ponchó 32.

## Estilo de lanzar
Cabrera tiene tres lanzamientos: una bola rápida, una curva, y un cambio. Su recta es su lanzamiento más fuerte, y es capaz de tirarla constantemente en 90 MPH o superior, con una cola o una acción de hundimiento significativas. Lanza dos curvas diferentes. Una de ella es un lanzamiento duro que rompe cerca del plato, y que se comporta como un slurve y llega a 85 MPH o superior. También lanza una bola curva de enlace, 12-6 que puede llegar a las 70 MPH o superior. El cambio de velocidad de Cabrera está mejorando, aunque en 2005 era muy inconsistente.
La mezcla de velocidad y movimiento de pitcheo de Cabrera le ha permitido acumular un número impresionante de ponches, como lo demuestra su excelente proporción de ponches en 2005 (8.8 K/9). Sin embargo, ha tenido dificultades con el control, como ocurre a menudo con un lanzador de poder  de su tamaño y nivel de experiencia. Su proporción de boletos es muy alto 5.1 BB/9; su récord personal de boletos en un solo juego es de 9.
A pesar de mostrar un enorme potencial para el éxito, Cabrera es a veces castigado por su  aparente falta de fortaleza mental y su inconsistencia en general.